# Лукава, Иона Онисимович
Иона Онисимович Лукава (1908 год, Зугдидский уезд, Кутаисская губерния, Российская империя — неизвестно, Грузинская ССР) — главный агроном районного отдела сельского хозяйства Цаленджихского района, Грузинская ССР. Герой Социалистического Труда (1948).

## Биография
Родился в 1908 году в крестьянской семье в одном из сельских населённых пунктов Зугдидского уезда. После окончания местной сельской школы трудился в частном сельском хозяйстве. Получил высшее агрономическое образование. С конца 1930-х годов — главный агроном отдела сельского хозяйства Цаленджихского района.
Занимался развитием сельского хозяйства в Цаленджихском районе. В 1947 году обеспечил перевыполнение в целом по району планового сбора кукурузы на 58,1 %. Указом Президиума Верховного Совета СССР от 21 февраля 1948 года удостоен звания Героя Социалистического Труда за «получение высоких урожаев кукурузы и пшеницы в 1947 году» с вручением ордена Ленина и золотой медали «Серп и Молот» (№ 876).
Этим же Указом званием Героя Социалистического Труда были также награждены руководители Цаленджихского района первый секретарь райкома партии Михаил Васильевич Кварацхелия, заведующий районным отделом сельского хозяйства Андрей Гелаевич Чантурия и труженики колхоза имени Молотова Цаленджихского района Александр Максимович Абрамия, Мария Юлоновна Гигиберия, Леонтий Ноевич Килава.
После выхода на пенсию проживал в Цаленджихском районе. С 1971 года — персональный пенсионер союзного значения. Дата его смерти не установлена.
Награды
- Герой Социалистического Труда
- Орден Ленина
- Медаль «За трудовую доблесть» (02.04.1966)
- Медаль «За трудовое отличие» (24.02.1946)